# Sofia Essaïdi

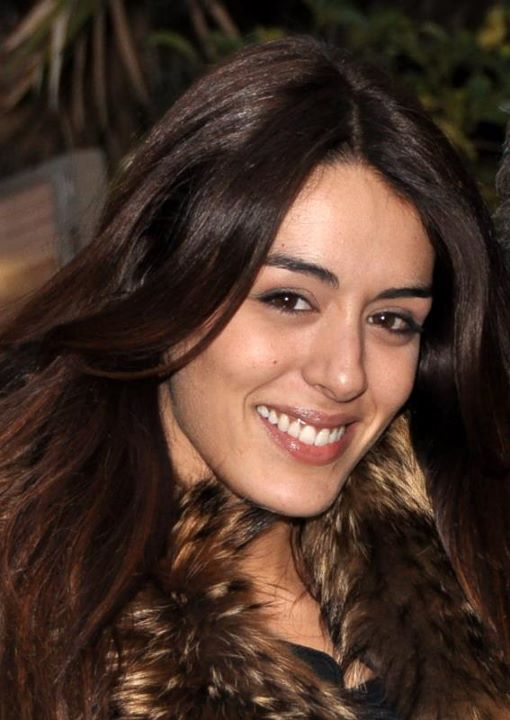
Sofia Essaïdi bei den NRJ Music Awards 2012

Sofia Essaïdi (* 6. August 1984 in Casablanca) ist eine französisch-marokkanische Sängerin und Schauspielerin.

## Leben
Essaïdi betätigt sich als Sängerin und Schauspielerin sowie als Komponistin, Autorin, Klavierspielerin und Percussionistin.
Vom 30. August bis zum 12. Dezember 2003 nahm sie an der Castingshow Star Academy des französischen Fernsehsenders TF1 teil. Ihr erstes Album erschien im August 2005. Es enthält eine Zusammenarbeit mit mehreren Künstlern, so mit Quentin Bachelet (Realisation und Musik) und mit Chet (Text) und wurde von Kritikern und dem Publikum in Frankreich gleichermaßen hoch gelobt. 
Von Januar 2009 bis Januar 2010 spielte sie die Hauptrolle im Musical Cléopâtre (Cléopâtre, la dernière reine d'Égypte), ebenfalls 2009 übernahm sie die Hauptrolle im Fernsehfilm Aïcha.
Mit ihren Mitstreitern auf der Bühne bei Cléopâtre wurde sie 2009 bei den NRJ Music Awards als Groupe/Duo/Troupe français de l'année ausgezeichnet, 2010 gewann sie den NRJ-Award als französische Künstlerin des Jahres (Artiste feminine française de l'année).
2011 nahm sie an der ersten Staffel der Tanzshow Danse avec les stars teil und erreichte den zweiten Platz.

## Album
- Mon cabaret, 2005 (FR #41, CH #100)
- Cléopâtre, la dernière reine d'Égypte, 2008 (Fr #11)

### Singles
- Roxanne, 2004 (FR #20, CH #34)
- Mon cabaret, 2005
- Après l'amour, 2006
- Femme d'aujourd'hui, 2008 (FR #8, CH #94)
- Une autre vie (mit Florian Etienne), 2008
- L'accord (mit Christopher Stills), 2009
- Bien après l'au-delà, 2009

## Filmografie
- 2005: Isnogud – Der bitterböse Großwesir (Iznogoud)
- 2009–2012: Aïcha (Fernsehserie)
- 2009: Un petit mensonge (Fernsehfilm)
- 2014: Mea Culpa – Im Auge des Verbrechens (Mea Culpa)
- 2015: Merci pour tout, Charles (Fernsehfilm)
- 2018: Insoupçonnable (Fernsehserie)
- 2018–2019: Kepler(s) (Fernsehserie)
- 2020: La Promesse – Die Bestie von Bayonne (La promesse, Fernsehmehrteiler)
- 2021: Les héritiers (Fernsehfilm)
- 2022: Qu'est-ce qu'elle a ma famille? (Fernsehfilm)
- 2022: Nostalgia
- 2022: Kämpferinnen (Les combattantes, Fernsehserie)
- 2022: Overdose
- 2022: Tel Aviv-Beyrouth (Regie: Michale Boganim)
- 2023: Antigang – La relève
- 2024: La Peste (Fernsehserie)